# 王恢 (大行令)
王恢（前2世纪—前133年），西汉大臣，燕国人。

## 生平
边吏出身，後任大行令。他反对向匈奴和亲。元光二年（前133年），在他的建议下，汉武帝派他为将屯将军，和韩安国、李广、李息、公孙贺，率军在马邑诱敌伏击匈奴。事情败露，匈奴撤退。王恢为保全师，没敢追击。三十万大军无功而返。王恢被汉武帝下狱，自杀。

## 註解
1. ↑  《汉书》卷六：將軍王恢坐首謀不進，下獄死。